# Kapaloe
Kapaloe (Aloe ferox) är en art familjen afodillväxter från Sydafrika. Kapaloe odlas ibland som krukväxt i Sverige. 

## Synonymer
- Aloe candelabrum A.Berger
- Aloe ferox var. galpinii (Baker) Reynolds
- Aloe ferox var. incurva Baker
- Aloe galpinii Baker
- Aloe perfoliata Thunb.
- Aloe perfoliata var. e L.
- Aloe perfoliata var. g L.
- Aloe perfoliata var. q (Mill.) Aiton
- Aloe perfoliata var. z Willd.
- Aloe pseudo-ferox Salm-Dyck
- Aloe subferox Spreng.
- Aloe supralaevis Haw.
- Aloe supralaevis var. erythrocarpa A.Berger
- Pachidendron ferox (Mill.) Haw.
- Pachidendron pseudoferox (Salm-Dyck) Haw.
- Pachidendron supralaeve (Haw.) Haw.